# Metin Kreunen
Metin Kreunen (22 juni 2009) is een Nederlandse kempo-beoefenaar. In 2023 was hij Nederlands kampioen kempo, maar dit was een onofficieel NK tussen wit en oranje banders. Op het officiële NK is hij derde geworden.